# Sylvie Angel
Pour les articles homonymes, voir Angel.
Sylvie Angel, née le 19 juillet 1952 à Paris, est une psychiatre française.

## Biographie
Elle fait ses études de médecine à Paris et est interne des hôpitaux psychiatriques de l’Île-de-France. Elle exerce comme attachée de pédopsychiatrie de 1979 à 1981, obtient un CES de psychiatrie, option psychiatrie de l’enfant et de l’adolescent et un DEA de psychopathologie clinique. Elle effectue un complément de formation au Mental Research Institute of Palo Alto, à l'université Stanford en Basic Hypnotherapy et thérapie brève, dans le service du professeur Paul Watzlawick. Elle fait un parcours de psychanalyse et de thérapie familiale systémique.
Elle crée en 1980 le centre de thérapie familiale Monceau à Paris, où elle collabore avec Pierre Angel. Avec Pierre Angel et Bernard Geberowicz, elle mène ces années-là des études sur les dépendances ou toxicomanies, en liaison avec leur contexte familial. Elle est cofondatrice et directrice médicale des centres Pluralis et Pluridis, ainsi que coprésidente de la fondation française des amis du centre médical Chaim Sheba (FAST).
Sylvie Angel a un intérêt particulier pour l'écriture. Elle est directrice de collection aux Éditions Robert Laffont (collection « réponses ») de 1998 à 2008.

## Distinctions
- Chevalière de la Légion d'honneur (2001)[réf. nécessaire]

## Publications
- La Poudre et la fumée. Les toxicomanes : prévenir et soigner, Sylvie et Pierre Angel, Éditions Acropole, 1987
- Entre dépendances et libertés, les toxicomanies, Sylvie et Pierre Angel, Éditions Echo, 1987
- Familles et toxicomanies. Une approche systémique, Sylvie et Pierre Angel, Éditions universitaires, 1989
- Décrochez ! Tabac, alcool, médicaments, drogues, TF1 Éditions, Édition no 1, 1992
- Des frères et des sœurs, Paris, Robert Laffont, 1996
- Comment bien choisir son psy, Sylvie et Pierre Angel, Éditions Robert Laffont, 1999[6]
- Mieux vivre, mode d’emploi, Paris, Éditions Larousse, 2002
- Ce que je ne peux pas vous dire, Collectif, Oh ! Éditions, 2003
- Ah ! Quelle famille, Paris, Éditions Robert Laffont, 2003
- Les toxicomanes et leurs familles, Sylvie et Pierre Angel, Paris, Éditions Armand Colin, 2003
- Bien choisir le mode de garde de votre enfant, Paris, Éditions Marabout, 2003
- Décrochez !, Paris, Éditions Marabout, 2004
- Les mères juives n’existent pas, mais alors qu’est-ce qui existe ? Aldo Naouri, Sylvie Angel et Philippe Gutton, Paris, Éditions Odile Jacob, 2005[7]
- La deuxième chance en amour, Sylvie Angel, Stéphane Clerget, Paris, Éditions Odile Jacob, 2006
- Mieux vivre ma vie, Paris, Éditions Larousse, 2008
- Bien choisir sa psychothérapie, Sylvie et Pierre Angel, Éditions Larousse, 2010[8]
- Le guide psycho, Paris, Éditions Larousse, 2014
- Réfléchissez avant de divorcer, Paris, Éditions Odile Jacob, 2016[9],[10]
- Éviter les erreurs médicales grâce à la simulation, Sylvie et Pierre Angel, Éditions Odile Jacob, 2016